# Van Horn (Stati Uniti d'America)
Van Horn è un comune (town) degli Stati Uniti d'America e capoluogo della contea di Culberson nello Stato del Texas. La popolazione era di 2.063 abitanti al censimento del 2010. È la comunità incorporata più occidentale nella Central Time Zone dello stato del Texas.

## Geografia fisica
Secondo lo United States Census Bureau, la città ha una superficie totale di 7,35 km², dei quali 7,35 km² di territorio e 0 km² di acque interne (0% del totale).

## Società

### Evoluzione demografica
Secondo il censimento del 2010, la popolazione era di 2.063 abitanti.

### Etnie e minoranze straniere
Secondo il censimento del 2010, la composizione etnica della città era formata dal 17,99% di bianchi, lo 0,58% di afroamericani, l'1,31% di nativi americani, l'1,02% di asiatici, lo 0% di oceaniani, il 16,04% di altre razze, e il 3,05% di due o più etnie. Ispanici o latinos di qualunque razza erano il 79,54% della popolazione.